# Joan Mora

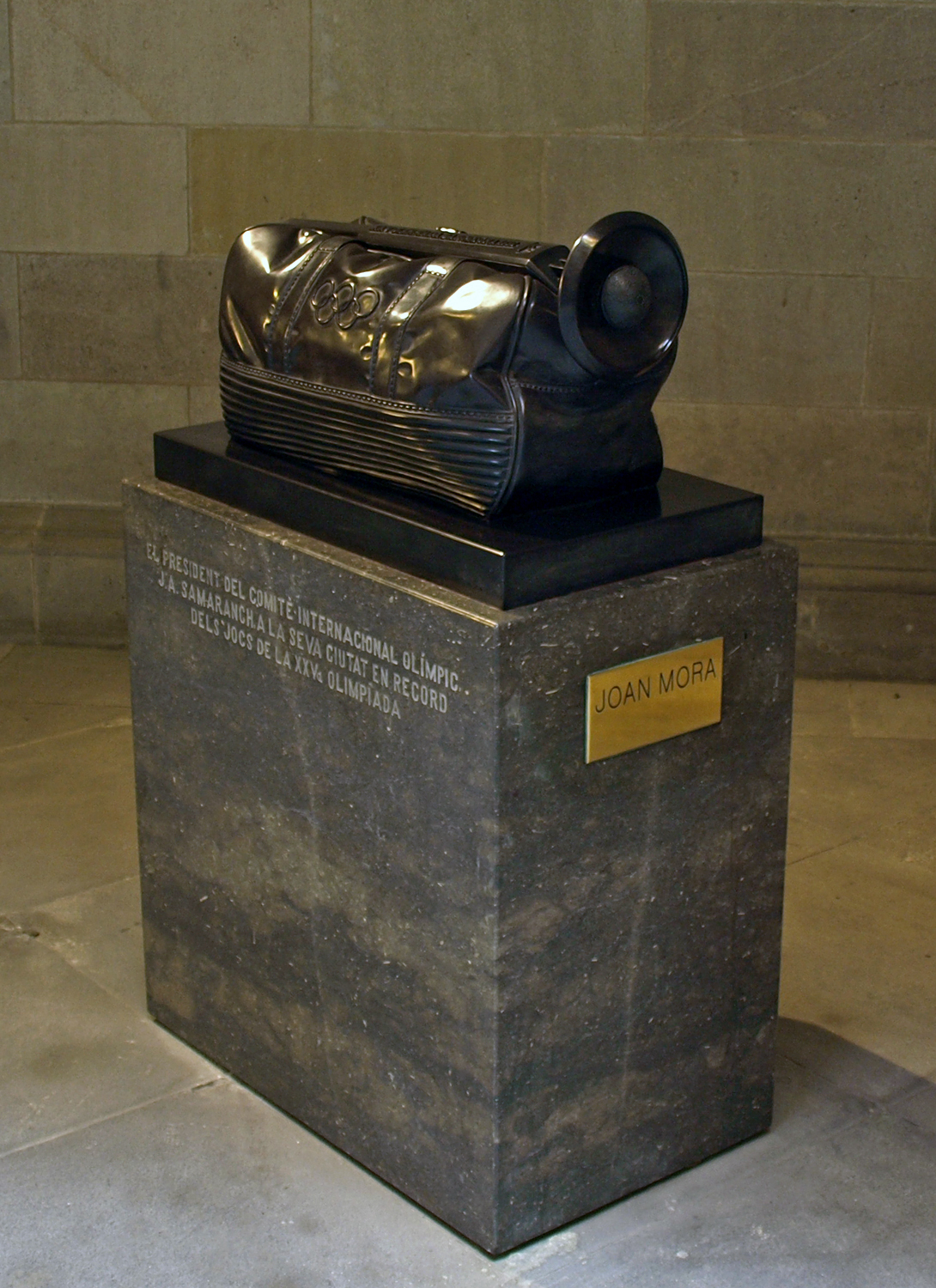
Barcelona olímpica de Joan Mora expuesta en la Escalera de Honor de la Casa de la Ciudad de Barcelona.

Joan Mora Soler. (Barcelona 1944-17 de octubre de 2017) Escultor, hijo de un tallista de mármol. Estudió en la escuela Llotja de Barcelona, ampliando estudios gracias a una beca del Instituto Francés de Barcelona en París en l'École de Beaux Arts. Desde entonces ha realizado gran cantidad de exposiciones individuales y colectivas tanto en España como en el extranjero.
Se caracteriza por usar casi exclusivamente el mármol en sus esculturas con un gran tecnicismo. El tema de su obra es la de los objetos comunes con una representación exacta, consiguiendo las texturas y el color a base de usar diferentes tipos de piedra.
- En el año 1978 realizó una exposición en la Fundación Miró de Barcelona, dedicada a todo tipo de sombreros.
- En 1981 obtuvo el Gran Premio en la V Bienal Internacional de Valparaíso.
- A partir del año 1982 participa en la feria ARCO de Madrid.
- Realiza en 1982 el monumento a mossén Clapés en Barcelona.
- En 1988 realiza la escultura Bandera Olímpica, situada en la sede del COI en Lausana (Suiza)
- En 1996 su escultura Barcelona Olímpica se coloca en el vestíbulo de la Casa de la Ciudad de Barcelona.
- En 1997 en la XII Bienal Internacional del Deporte en las Bellas Artes se le concedió el primer premio de escultura con "Pols de força" así como en el año 1999 con "Boxeo".[2]

En el vestíbulo de la Biblioteca Municipal del distrito de San Andrés de Palomar, tiene instalada una gran escultura.

## Obras
- Maletín
- Cafetera
- La silla del torero
- Carpeta
- Cajas
- Sifón
- Teléfono
- Paquete con cuerda